# Cheilanthes acrostica
Cheilanthes acrostica är en kantbräkenväxtart som först beskrevs av Giovanni Battista Balbis, och fick sitt nu gällande namn av Agostino Todaro. Cheilanthes acrostica ingår i släktet Cheilanthes och familjen Pteridaceae. Inga underarter finns listade.